# Banlieue de Bruxelles
Pour les articles homonymes, voir Bruxelles (homonymie).

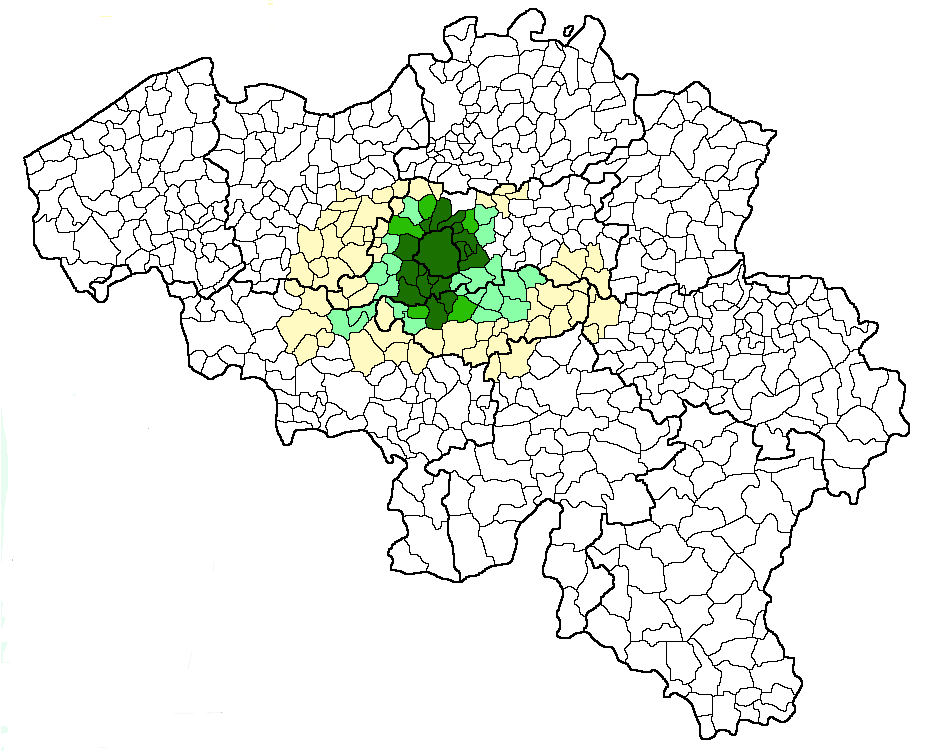
L'arrière-pays bruxellois.
Agglomération de Bruxelles: commune avec >50% de la population vivant dans la zone résidentielle centrale.
Agglomération de Bruxelles: commune avec <50% de la population vivant dans la zone résidentielle centrale.
Banlieue
Zone résidentielle des migrants alternants : flux de navetteurs importants vers la région urbaine (agglomération et banlieue)

La Banlieue de Bruxelles ou couronne périurbaine de Bruxelles est une zone qui prolonge l'agglomération de Bruxelles et ce sur plusieurs provinces belges. Elle forme avec la périphérie bruxelloise la ceinture verte de Bruxelles.

## Agglomération bruxelloise
L'agglomération morphologique de Bruxelles comprend outre la région de Bruxelles-Capitale, 17 communes de la périphérie bruxelloise dont les six communes à facilités et deux communes du Brabant wallon. C'est autour de ces 36 communes que se construit la banlieue de Bruxelles.

## Banlieue

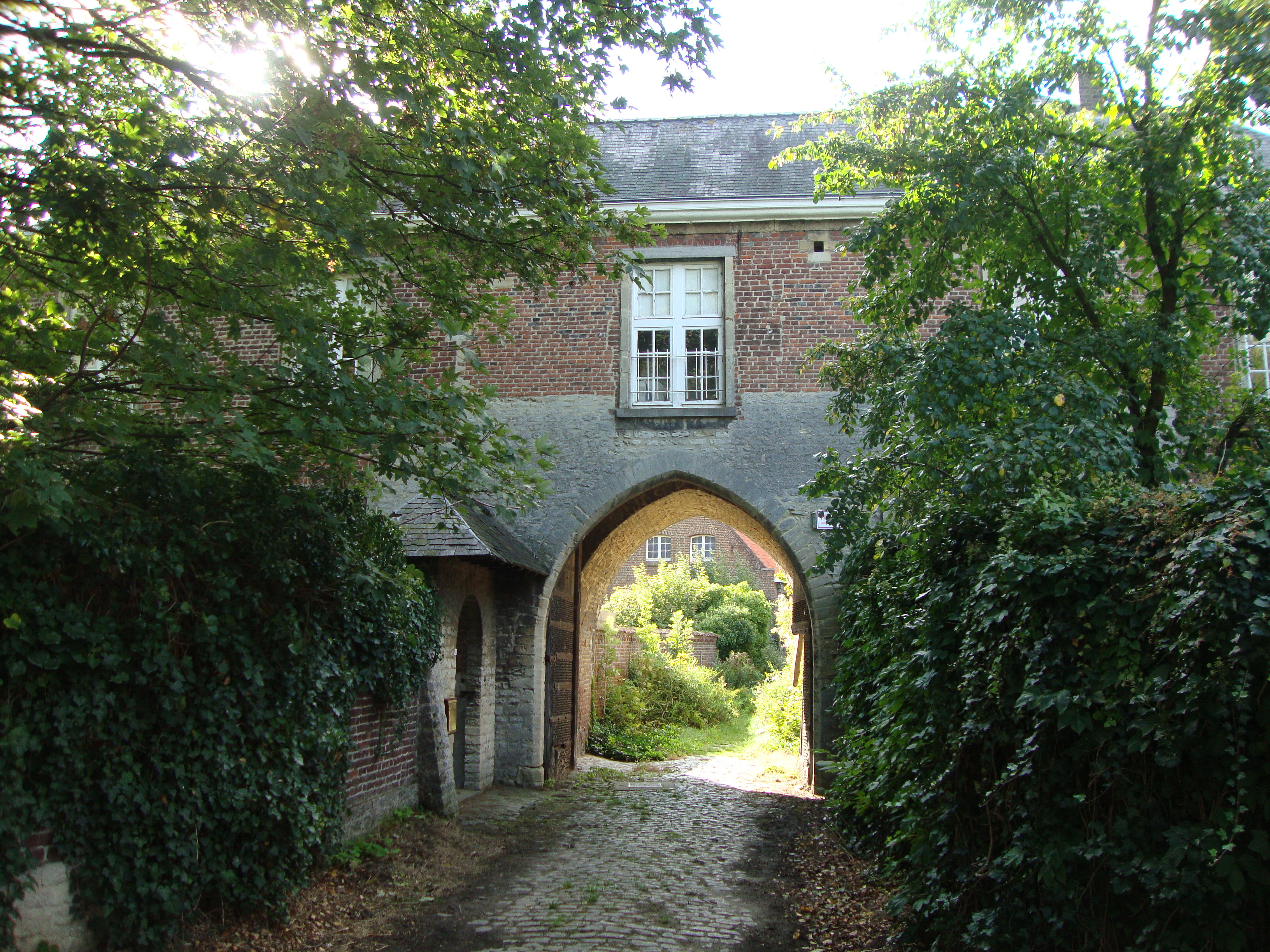
L'abbaye de Cortenbergh dans la banlieue orientale (à environ 14 km à l'est du centre)

Les critères pour qu'une commune puisse être considérée comme faisant partie de la banlieue sont selon Statbel :
- la croissance démographique des dernières décennies (supérieure à 15%),
- la proportion (plus de 20%) et l'augmentation (plus de 28% entre 1991 et 2003) de la zone bâtie,
- le revenu médian de la population (qui doit être supérieure à celle de l'agglomération)
- la migration humaine de l'agglomération (plus de 40% entre 1992 et 2001) et vers l'agglomération (25% au cours de la même période).
- la part de navetteurs (plus de la moitié de la population travaillant en dehors de la commune et plus du quart de la population qui est active) et la part de navetteurs scolaires vers l'agglomération (plus de 35%)[1].

## Composition
La banlieue comprend treize communes de la province du Brabant flamand : onze de l'arrondissement administratif de Hal-Vilvorde (Asse, Ternat, Gooik, Hoeilaart, Kampenhout, Lennik, Meise, Merchtem, Overijse, Pepingen et Steenokkerzeel) et deux de l'arrondissement administratif de Louvain (Cortenbergh et Huldenberg). En outre, onze communes du nord de la province du Brabant wallon (Ottignies-Louvain-la-Neuve, Rixensart, Tubize, Wavre, Beauvechain, Braine-le-Château, Chaumont-Gistoux, Grez-Doiceau, Ittre, La Hulpe et Lasne) et deux de la province du Hainaut (Silly et Enghien).
La banlieue de Bruxelles rejoint celle de Louvain (via Bertem et Herent)  et Malines (via Zemst). L'agglomération bruxelloise est une partie d'une plus grande agglomération appelée le Diamant flamand.